# Pseudicius admirandus
Pseudicius admirandus là một loài nhện trong họ Salticidae.
Loài này thuộc chi Pseudicius. Pseudicius admirandus được Dmitri Viktorovich Logunov miêu tả năm 2007.